# Орландо (аеропорт)
Орландський міжнародний аеропорт (IATA: MCO, ICAO: KMCO, FAA ідент. місц.: MCO) — великий громадський аеропорт, розташований у 10 км на південний схід від міста Орландо, Флорида, США. У 2018 році MCO перевіз 47696627 пасажирів, що робить його найзайнятішим аеропортом у штаті Флорида та 10-м найпотужнішим аеропортом у Сполучених Штатах.
Аеропорт служить центром для Silver Airways та центром фокусування для Frontier, JetBlue, Southwest та Spirit. Southwest Airlines є найбільшим перевізником аеропорту за чисельністю перевезених пасажирів. Аеропорт також є головним міжнародним шлюзом для регіону у осередді Флориди, де виконуються понад 850 щоденних рейсів 44 авіакомпаніями. Аеропорт обслуговує 135 внутрішніх та міжнародних напрямків. MCO займає 5383 гектари й є одним з найбільших комерційних аеропортів за площею у США. Крім того, в аеропорту є база технічного обслуговування United Airlines.
Код аеропорту MCO позначає колишнє ім'я аеропорту, — військово-повітряна база МакКой Стратегічного повітряного командування (SAC), яку було закрито у 1975 році в рамках загального військового скорочення після закінчення війни у В'єтнамі.
Велике Орландо також обслуговується Міжнародним аеропортом Орландо-Санфорд (SFB), й опосередковано Міжнародним аеропортом Дейтона Біч (DAB), Міжнародним аеропортом Орландо Мельбурна (MLB) та Тампським міжнародним аеропортом (TPA).

## Історія
Спершу аеропорт було побудовано як база повітряних сил армії США, з початком експлуатації у 1942 році, як поле армійської авіації Орландо №2, що було допоміжним аеродромом до бази армійської авіації Орландо, що тепер відомо як Орландський виконавчий аеропорт.
У 1950-х роках база почала проводити щорічні змагання з бомбардування та навігації SAC. Стратоджет Боїнг B-47 розбився під час цих змагань 1958 року, вбивши полковника Майкла Нормана Райта Маккоя, командира 321-го бомбардувального крила. Наступного року базу було перейменовано на його ім'я МакКой.
Під час кубинської ракетної кризи у жовтні 1962 року McCoy AFB тимчасово стала оперативною базою для понад 120 винищувачів F-100 Super Sabre та F-105 Thunderchief та первинною базою для розвідувальних літаків U-2, що літали над Кубою. Один з цих U-2 був збитий радянськими ракетами С-75 поблизу Банеса на Кубі. Його пілот, майор Рудольф Андерсон молодший був єдиною жертвою Кубинської кризи.
База Маккой була закрита й передана у власність міста Орландо у 1974 році у рамках скорочення збройних сил після В'єтнамської війни.

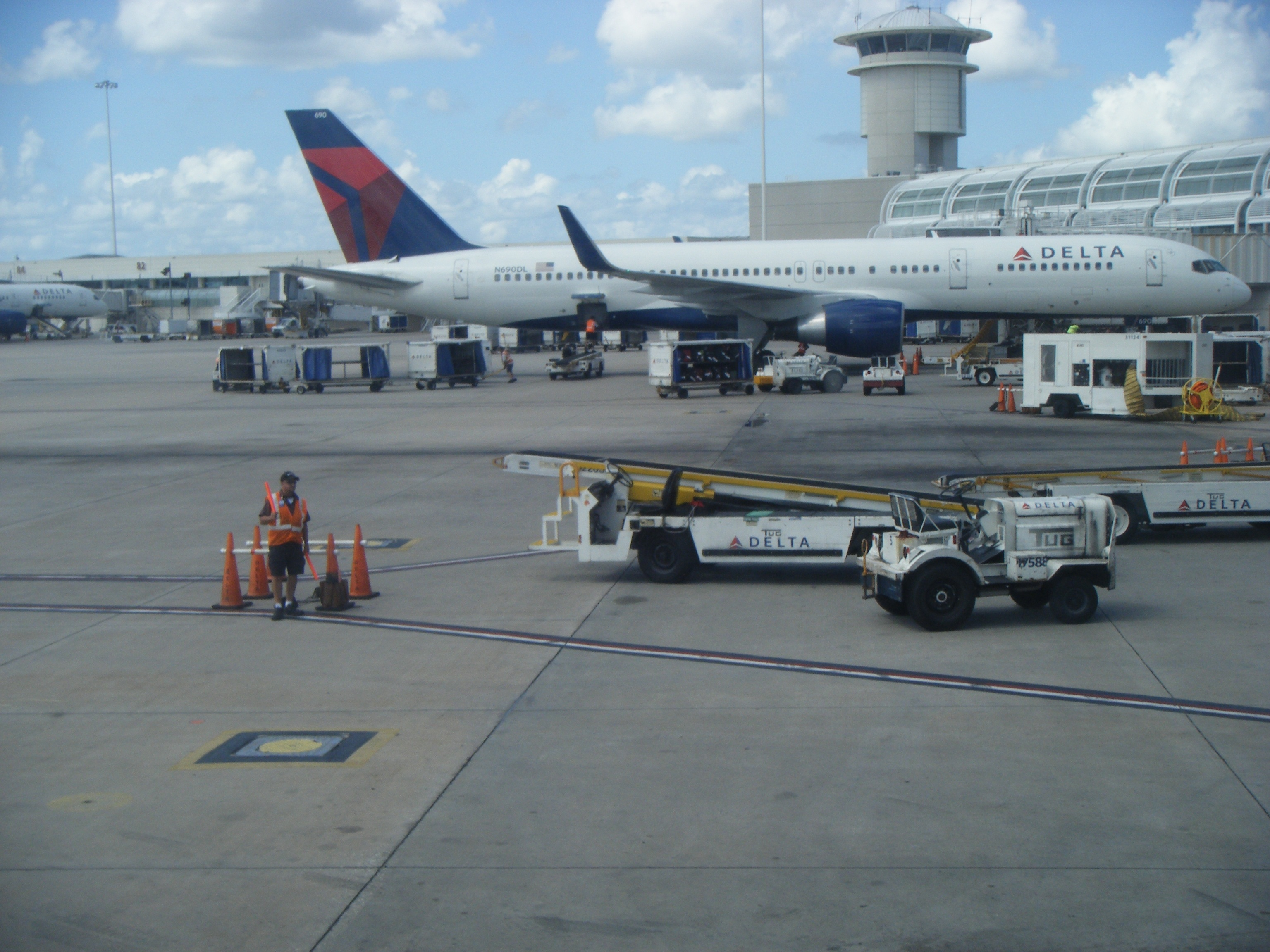
Два літаки Delta Air Lines Boeing 757-200s припарковані у MCO

1976 року аеропорт отримав свою сучасну назву та статус міжнародного аеропорту, але зберіг старий код IATA MCO та код аеропорту ІКАО KMCO.
У 1978 році розпочалося будівництво нинішнього терміналу та аеросторін 1 й 3, що відкрилися у 1981 році.
Якщо у 1978 році в аеропорту було обслужено 5 мільйонів пасажирів, то у 2018 році ця чисельність зросла до 47 мільйонів. Сьогодні він займає 54 квадратних кілометри й є 4-им за величиною аеропортом у Сполучених Штатах за площею після Денверського міжнародного аеропорту (136 км²), Міжнародного аеропорту Даллас-Форт-Ворт (70 км²) й Південно-західно-флоридського міжнародного аеропорту (55 км²). MCO має четверту найвищу контрольну вежу у Північній Америці 105 метрів.
Орландський міжнародний аеропорт було призначено, як місце для аварійної посадки Спейс Шаттл.
Eastern Air Lines використовували Орландський аеропорт, як свій центр упродовж 1970-х та початку 1980-х років й стали "офіційною авіакомпанією Walt Disney World". Після банкрутства Eastern Air Lines, її роль взяла на себе Delta Air Lines, хоча пізніше вона прибрала більшу частину своїх авіаційних операцій з центру у Орландському міжнародному аеропорту й зосередила свої польоти на регіональних реактивних рейсах у рамках системи Delta Connection, зокрема з авіакомпаніями Atlantic Southeast Airlines, Comair та Chautauqua.
У 2017 році аеропорт досяг 44,6 мільйона пасажирів, перевершивши Маямський міжнародний аеропорт, й став найзайнятішим аеропортом на Флориді.

## Термінали та конкорси

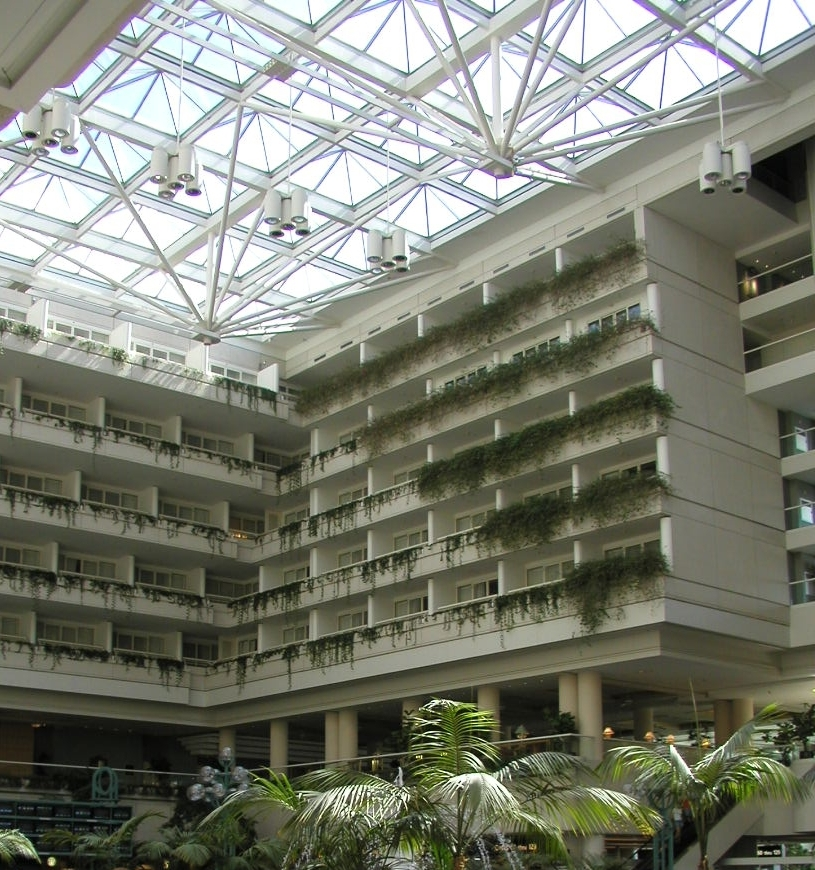
Вид на Східний атріум, з номерами готелю Hyatt Regency

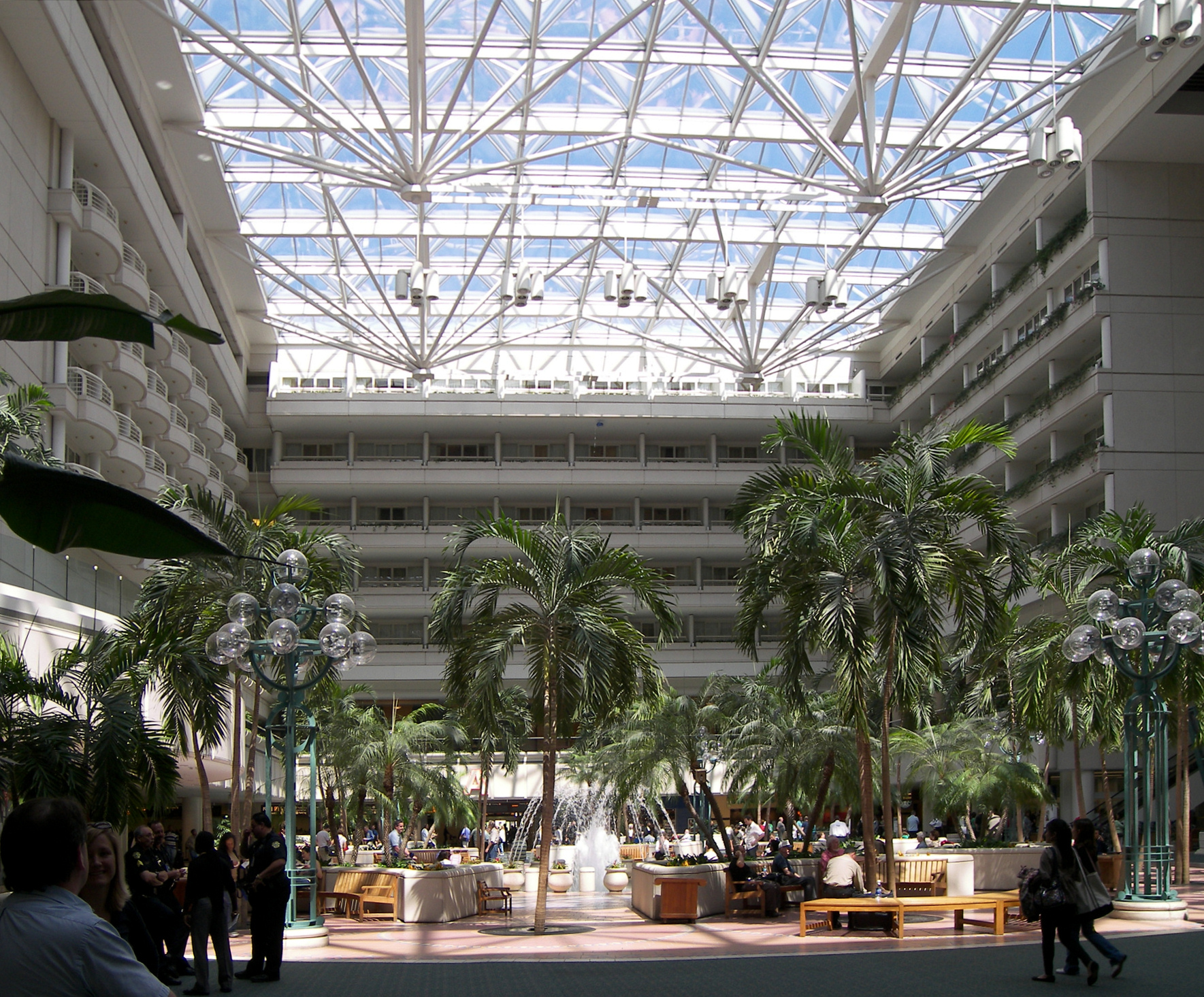
Атріум

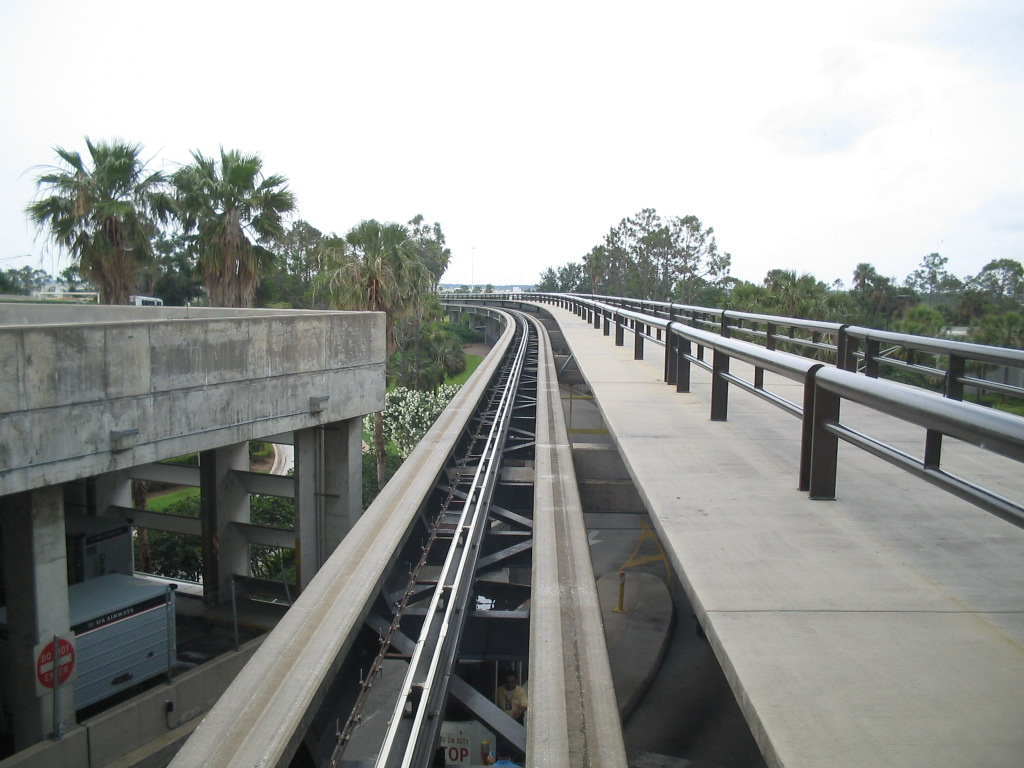
Трамвайний рух людей з Орландського міжнародного аеропорту

Міжнародний аеропорт Орландо має схему центру зі спицями з великою головною будівлею терміналу у центрі й 4-ма сторонніми аероконкорсами (аеросторонами) потужністю у 129 воріт, що доступні для пасажирів з центральної будівлі терміналу через піднятими над землею лініями людо-двигунів. Головна будівля терміналу розділена на два термінали; Термінал A (з північної сторони будівлі) та термінал B (з південної сторони будівлі). В обох терміналах є засоби реєстрації пасажирів та багажу, що також розділяють 2 пункти пропуску безпеки: один у Західному залі, що веде до 1-ї й 3-ї аеросторін, а другий, — у Східному атріумі, що веде до 2-ї й 4-ї аеросторін. На відміну від подібного устрою аеропорту, що застосовується у Тампі, в MCO пасажири зобов'язані пройти безпеку, перш ніж пересуватися до аеросторін людино-двигунами.
В аеропорту є готель Hyatt Regency у межах основної структури терміналів. Готель розташований на стороні терміналу Східного атріуму з лобі четвертого поверху та кімнатами для гостей, починаючи з п'ятого рівня й вище. В аеропорту є велика зона лобі для гостей, що очікують рейсів, приміщення для проведення зборів, кілька барів та два ресторани, включаючи ресторан на верхньому рівні будівлі терміналу з видом на аеропорт та злітно-посадкові смуги.

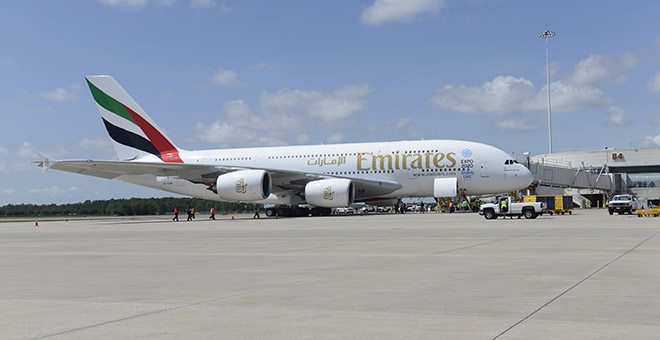
Вступний рейс Emirates Airline у брами 84 з літаком Airbus A380 (це було одноразово, оскільки рейсом літав Boeing 777-300ER).

## Розширення та реконструкція терміналів

### Південний термінал
Південний аеропортовий міжмодальний термінал у процесі будівництва. У ньому буде станція орландської швидкісної залізниці Вірджін Трейнс США, що зв'яже Орландо з Великим Маямі, та, ймовірно, станція орландського легкого метро Санрейл.
Майбутнє з'єднання з легко-рельсовим СанРейл також вивчається. Крім того, розглядаються кілька варіантів сполучення з Інтернашенал драйв:
1. підвищеною залізничною системою Маглев, побудовану за допомогою американської технології Маглев, що може з'єднати аеропорт із З'їздним центром округу Оранж, Флоридським торговим центром (молом), й станцією СанРейл Сенд-Лейк-роад,[14][15]
2. або легким залізничним сполученням, що пройде за аналогічним маршрутом, як альтернатива maglev між аеропортом та Інтернешенал драйв.[16]

### Південний термінальний комплекс
У травні 2015 року Правління авіаційної адміністрації Великого Орландо (GOAA) одноголосно проголосувало за схвалення будівництва за 1,8 мільярди доларів Південного термінального комплексу (STC), що буде розташовано безпосередньо на південь від існуючого терміналу. STC буде зведено поруч з Південним аеропортовим міжмодальним терміналом, що було завершено на початку 2018 року, й обидва будуть підключені до існуючого терміналу через новий Автоматизований людино-двигун (APM). Будівництво STC розпочалося у 2017 році й розпочне роботу до 2021 року.

## Частка ринку авіакомпаній
Найбільші авіакомпанії MCO 
З березня 2018 року по лютий 2019 року
| Ранг | Авіакомпанія           | Пасажири   | Поділитися |
| ---- | ---------------------- | ---------- | ---------- |
| 1    | Авіакомпанії Southwest | 10 962 000 | 27,13 %    |
| 2    | Повітряні лінії Delta  | 6 000 000  | 14,85 %    |
| 3    | American Airlines      | 5 358 000  | 13,26 %    |
| 4    | JetBlue Airways        | 4,973,000  | 12,31 %    |
| 5    | Spirit Airlines        | 4,434,000  | 10,97 %    |
| 6    | Інші                   | 8,681,000  | 21,48 %    |

### Щорічний трафік
| Рік      | Пасажири   | Зміна попереднього року |
| -------- | ---------- | ----------------------- |
| 2000 рік | 30,823,509 | ▲ 0 5,6 %               |
| 2001 рік | 28,253,248 | ▼ 0 8,3 %               |
| 2002 рік | 26 653 672 | ▼ 0 5,7 %               |
| 2003 рік | 27,319,223 | ▲ 0 2,5 %               |
| 2004 рік | 31,143,388 | ▲ 0 14,0 %              |
| 2005 рік | 34,128,048 | ▲ 0 8,4 %               |
| 2006 рік | 34,640,451 | ▲ 0 1,5 %               |
| 2007 рік | 36,480,416 | ▲ 0 5,3 %               |
| 2008 рік | 35 660 742 | ▼ 0 2,3 %               |
| 2009 рік | 33,693,649 | ▼ 0 5,5 %               |
| 2010 рік | 34 877 899 | ▲ 0 3,5 %               |
| 2011 рік | 35,356,991 | ▲ 0 1,4 %               |
| 2012 рік | 35,214,430 | ▼ 0 0,4 %               |
| 2013 рік | 34,973,645 | ▼ 0 0,8 %               |
| 2014 рік | 35,714,091 | ▲ 0 2,7 %               |
| 2015 рік | 38,727,749 | ▲ 0 8,4 %               |
| 2016 рік | 41,923,399 | ▲ 0 8,0 %               |
| 2017 рік | 44,611,265 | ▲ 0 6,5 %               |
| 2018 рік | 47,696,627 | ▲ 0 5,1 %               |